# Lydulus pygmaeus
Lydulus pygmaeus là một loài bọ cánh cứng trong họ Meloidae. Loài này được Dokthouroff miêu tả khoa học năm 1889.